# Línea 5 del Metro de París
La línea 5 del Metro de París es una de las líneas de la red metropolitana de París. Esta línea transversal norte-sur entre Place d'Italie y Bobigny-Pablo Picasso da servicio al área metropolitana noreste de París. Sin embargo, su terminal sur, Place d'Italie, está dentro de París.

## Historia
- 02-10-1900: apertura del primer tramo de línea 5 entre Étoile (hoy día Charles de Gaulle - Étoile) y Trocadéro.
- 06-11-1903: ampliación Trocadéro - Passy.
- 24-04-1906: ampliación Passy - Place d'Italie.
- 02-06-1906: ampliación Place d'Italie - Gare d'Austerlitz (entonces Gare d'Orléans).
- 14-07-1906: ampliación Gare d'Orléans - Gare de Lyon.
- 17-12-1906: cierre entre Place Mazas y Gare de Lyon y apertura de la ampliación Place Mazas - Lancry (actualmente Jacques Bonsergeant).
- 15-11-1907: ampliación Lancry (actualmente Jacques Bonsergeant) - Gare du Nord.
- 06-10-1942: reubicación de Gare du Nord.
- 12-10-1942: ampliación Gare du Nord - Église de Pantin y cesión del tramo Place d'Italie - Étoile a la línea 6.
- 28-04-1985: ampliación Église de Pantin - Bobigny - Pablo Picasso.
- 02-09-2007: reapertura del bucle de retorno en Place d'Italie.

### Cambios de nombre
- Avenue de Suffren > Rue de Sèvres (1907) > Sèvres-Lecourbe (1913): actualmente estación de línea 6
- Montparnasse > Avenue du Maine (1910) > Bienvenüe (1933) > Montparnasse-Bienvenüe (1942): actualmente estación de línea 6
- Gare d'Orléans > Gare d'Orléans-Austerlitz (1930) > Gare d'Austerlitz (1979)
- Place Mazas > Pont d'Austerlitz (1907) > Quai de la Rapée (1916)
- Lancry > Jacques Bonsergeant (1946)
- Gare de l'Est > Gare de l'Est Verdun (1953)
- Aubervilliers-Boulevard de la Villette > Stalingrad (1946)
- Porte de Pantin > Porte de Pantin Parc de la Villette (1989)

### Ampliaciones futuras
La ampliación de la línea al sur hasta la Plaza de Rungis y a Ville d'Avray - Desvallieres se encuentra en la fase 3 del anteproyecto SDRIF (prevista para 2020-2030) presentado en noviembre de 2006.
El proyecto de la línea Tangentielle Nord prevé, para 2016, la creación de una nueva estación, Bobigny-La Folie, que permita la correspondencia entre esta nueva línea y la línea 5 de metro entre las estaciones de Bobigny-Pablo Picasso y Bobigny-Pantin-Raymond Queneau.

## Material móvil
Hasta 2007, la línea 5 operaba con unidades MF67. La llegada de MF01 fue hasta el final de la década pasada. Las MF67 han sustituido a las unidades Sprague-Thomson entre 1978 y 1980. El prototipo "BOA 001" circuló con viajeros en 1990.
Las cocheras de Bobigny recibieron unidades MF88 en 1993 y en ellas se está arreglando la unidad MF2000 n°001 destinada a la línea 2.

## Estaciones y trazado

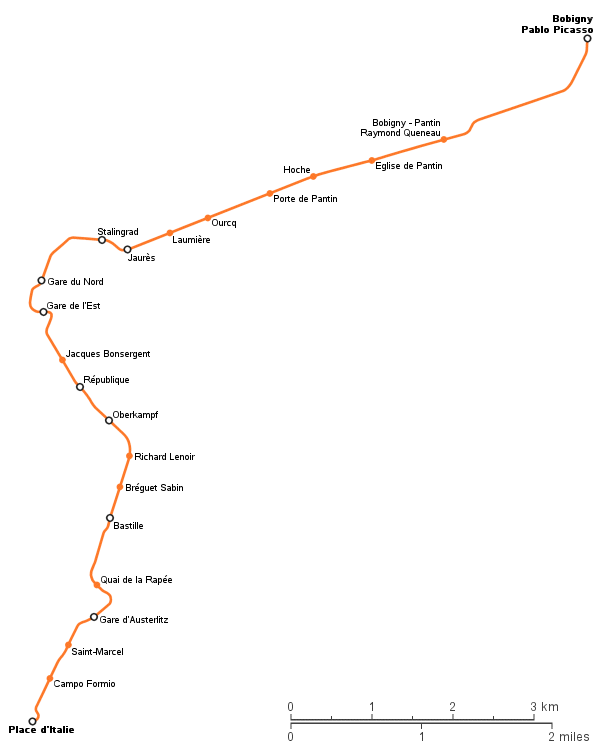
Tracé géographiquement exact de la ligne 5

### Lista de estaciones
|  |   |  | estaciones                         | municipio                              | correspondencia                                       |
|  | - |  | ---------------------------------- | -------------------------------------- | ----------------------------------------------------- |
|  | o |  | Bobigny - Pablo Picasso            | Bobigny                                | (proyecto)                                            |
|  | o |  | Bobigny - Pantin - Raymond Queneau | Bobigny, Pantin                        |                                                       |
|  | o |  | Église de Pantin                   | Pantin                                 |                                                       |
|  | o |  | Hoche                              | Pantin                                 |                                                       |
|  | o |  | Porte de Pantin                    | XIX Distrito                           |                                                       |
|  | o |  | Ourcq                              | XIX Distrito                           |                                                       |
|  | o |  | Laumière                           | XIX Distrito                           |                                                       |
|  | o |  | Jaurès                             | X Distrito, XIX Distrito               |                                                       |
|  | o |  | Stalingrad                         | X Distrito, XIX Distrito               |                                                       |
|  | o |  | Gare du Nord                       | X Distrito                             | Alta Francia París Norte grandes líneas               |
|  | o |  | Gare de l'Est                      | X Distrito                             | Gran Este París Este grandes líneas                   |
|  | o |  | Jacques Bonsergent                 | X Distrito                             |                                                       |
|  | o |  | République                         | III Distrito, X Distrito, XI Distrito  |                                                       |
|  | o |  | Oberkampf                          | XI Distrito                            |                                                       |
|  | o |  | Richard-Lenoir                     | XI Distrito                            |                                                       |
|  | o |  | Bréguet - Sabin                    | XI Distrito                            |                                                       |
|  | o |  | Bastille                           | IV Distrito, XI Distrito, XII Distrito |                                                       |
|  | o |  | Quai de la Rapée                   | XII Distrito                           |                                                       |
|  | o |  | Gare d'Austerlitz                  | V Distrito, XIII Distrito              | Centro-Valle de Loira París-Austerlitz grandes líneas |
|  | o |  | Saint-Marcel                       | XIII Distrito                          |                                                       |
|  | o |  | Campo-Formio                       | XIII Distrito                          |                                                       |
|  | o |  | Place d'Italie                     | XIII Distrito                          |                                                       |

### Particularidades
- La interestación Bobigny-Pablo Picasso <> Bobigny-Pantin-Raymond Queneau es de 2426 m, más del 16% de la longitud total de la línea.
- El puente de Austerlitz, que atraviesa el Sena entre Quai de la Rapée y Gare d'Austerlitz está formado por un solo tablero de 140 m de largo sujeta por dos arcos parabólicos, disposición necesaria para evitar la construcción de un pilar que resultase incómodo para la navegación fluvial.
- La línea 5 circula elevada entre Quai de la Rapée y Saint-Marcel salvo un pequeño tramo subterráneo tras pasar el puente de Austerlitz (Plaza Mazas). Por otra parte está en superficie también en la zona de las cocheras de Bobigny.
- Entra en la estación de Austerlitz por la parte alta del edificio 20 m por encima de las vías férreas.
- La estación Arsenal, entre Quai de la Rapée y Bastille, se cerró al público el 2 de septiembre de 1939. Aun así sigue pasando por ella el metro.
- La creación de una nueva estación (La Folie) en el canal del Ourcq a Bobigny es posible, y aseguraría la correspondencia con la nueva línea Tangencial Norte. Esta estación de metro no forma parte del proyecto Tangentielle Nord.

### Talleres y cocheras
Todo el material móvil de la línea 5 que se mantenía hasta ahora en los talleres-cocheras de Place d'Italie, compartidos con la línea 6, se ha trasladado a los talleres-cocheras de Bobigny, unidos a la línea entre Bobigny-Pablo Picasso y Bobigny-Pantin-Raymond Queneau. También enlazan las cocheras con las vías del tranvía T1.

### Enlaces
- Con la línea 2: entre Gare du Nord y Gare de l'Est en la vía dirección Place d'Italie en talón. Comunica también con línea 4 utilizando en parte el antiguo bucle de retorno de Gare du Nord, actualmente centro de formación de conductores.
- Con la línea 7: a la salida de Gare de l'Est dirección Bobigny, bretelle en talón en un túnel común a ambas líneas (4 vías).
- Con la línea 3: entre République y Jacques Bonsergent en la vía dirección Bobigny en talón. Este enlace, dentro de un túnel de vía doble en parte tiene una vía apartadero.
- Con la línea 9: a la entrada de République dirección Place d'Italie en talón.
- Con la línea 1: a la salida de Quai de la Rapée dirección Place d'Italie dentro del breve tramo subterráneo bajo la Plaza Mazas entre Quai de la Rapée y la rampa de acceso al puente de Austerlitz en punta.
- Con la línea 7: entre Place d'Italie y Campo-Formio en la vía dirección Bobigny en talón.
- Con la línea 6: al oeste del bucle de retorno de Place d'Italie. Permite acceder también a las cocheras de Place d'Italie, antes compartidas entre ambas líneas.

## Interés turístico
Además de unir las estaciones de Austerlitz, del Este y del Norte, la línea da servicio a los siguientes monumentos y barrios:
- Plaza de Italia.
- Butte aux Cailles.
- Plaza de la Bastilla.
- Parque de la Villette.
- Canal San Martín.

- Datos: Q50745
- Multimedia: Paris Métro Line 5 / Q50745